# Grimpar nasican
Nasica longirostris
Pour les articles homonymes, voir Nasica.
Genre
Espèce
Statut de conservation UICN

 LC  : Préoccupation mineure
Le Grimpar nasican (Nasica longirostris) est une espèce de passereaux de la sous-famille des Dendrocolaptinae, les grimpars. On la trouve dans le bassin de l'Amazone au Brésil, en Colombie amazonienne, en Équateur, au Pérou et en Bolivie ainsi que dans la partie moyenne et supérieure du bassin de l'Orénoque au Venezuela. Elle est également présente dans la plus grande partie de la Guyane française limitrophe du nord du bassin amazonien et de l'État brésilien d'Amapá. Ses habitats naturels sont les marécages et les forêts humides des plaines subtropicales ou tropicales.
C'est la seule espèce du genre Nasica (masculin). L'espèce est monotypique.

### Vidéos
- Long-billed Woodcreeper videos on the Internet Bird Collection
- Long-billed Woodcreeper photo gallery VIREO
- Photo-High Res; Article tropicalbirding
- Photo-Low Res; Article tekipaki.jp–"Furnariids"